# Olympische Geschichte Deutschlands
Die olympische Geschichte Deutschlands begann im Deutschen Kaiserreich und umfasst die Weimarer Republik, das Dritte Reich, das Saarland, die Deutsche Demokratische Republik und die Bundesrepublik Deutschland (bis 1990) sowie ab 1990 das wiedervereinigte Deutschland. Dabei nahm Deutschland bisher an 27 der 30 Olympischen Sommerspiele und 22 der 24 Olympischen Winterspiele teil. 1920, 1924 und 1948 war Deutschland infolge des Ersten bzw. Zweiten Weltkriegs nicht eingeladen worden. 1980 beteiligte sich die Bundesrepublik Deutschland am Olympiaboykott der Spiele in Moskau, während die Deutsche Demokratische Republik teilnahm. 1984 in Los Angeles nahm die Bundesrepublik Deutschland teil, aber die DDR boykottierte.
Deutschland wurde fünfmal als Austragungsort bestimmt, wobei die Spiele 1916 in Berlin sowie die noch im Juni 1939 ersatzweise an Deutschland vergebenen Winterspiele 1940 kriegsbedingt ausfielen. Im Jahr 1931 wurden beide Spiele des Jahres 1936 nach Deutschland vergeben, die Winterspiele an Garmisch-Partenkirchen und die Sommerspiele an Berlin. Die zweiten Olympischen Sommerspiele in Deutschland wurden 1972 in München ausgetragen.

## Übersicht
| Jahre     | Flagge               | Mannschaft                      | Kürzel |
| --------- | -------------------- | ------------------------------- | --- |
| 1896–1912 |                      | Deutschland                     | GER (von englisch Germany) |
| 1920–1924 | keine Teilnahme      | keine Teilnahme                 | keine Teilnahme |
| 1928–1932 |                      | Deutschland                     | GER |
| 1936      |                      | Deutschland                     | GER |
| 1948      | keine Teilnahme      | keine Teilnahme                 | keine Teilnahme |
| 1952      |                      | Saarland                        | SAA |
| 1952      |                      | Deutschland                     | GER |
| 1952      | DDR: keine Teilnahme |                                 | |
| 1956–1964 |                      | Gesamtdeutsche Mannschaft       | EUA (von französisch Équipe unifiée d'Allemagne) Kürzel und Name nach der Wiedervereinigung eingeführt, damals Deutschland bzw. GER |
| 1968–1988 |                      | Bundesrepublik Deutschland      | FRG (von englisch Federal Republic of Germany)                                                                                      |
| 1968–1988 |                      | Deutsche Demokratische Republik | GDR (von englisch German Democratic Republic)                                                                                       |
| seit 1992 |                      | Deutschland                     | GER |

## Gründung des IOC
Die olympische Geschichte Deutschlands begann schon vor 1894, denn seit 1875 werden Ausgrabungen des antiken Olympia von deutschen Archäologen geleitet. Die Funde dort waren allerdings weniger spektakulär als die in Pergamon, Troja und anderen Stätten. Aufgrund des gespannten Verhältnisses zu Frankreich wurde in Deutschland wenig mit der Initiative des Franzosen Pierre de Coubertin sympathisiert, neu aufgelegte Olympische Spiele der Neuzeit ausgerechnet in seiner Heimatstadt Paris abhalten zu wollen anstatt im angestammten Griechenland oder, als eine Art Wanderzirkus, international wechselnd.
Zur Gründung des Internationalen Olympischen Komitees 1894 an der Pariser Sorbonne waren die deutschen Turner nicht eingeladen worden. Coubertin hatte zwar Sportverbände aus der ganzen Welt eingeladen, konnte jedoch angeblich die Adresse des aus deutscher Sicht damals weltweit größten Turnverbandes nicht herausfinden. Das dadurch geschürte Misstrauen trug wesentlich zur Ablehnung der olympischen Idee in weiten Kreisen des deutschen Sportes bei.
Laut der deutschen Presse soll Pierre de Coubertin die Aussage getätigt haben, Deutschland „vielleicht mit Absicht“ ferngehalten zu haben, da man somit einen potenziellen Störfaktor direkt heraushalten würde. Er war zwar auch von der deutsch-französischen Erbfeindschaft geprägt, hegte jedoch kein Verlangen nach Revanchismus. Um das Ziel „All Games – All Nations“ zu erreichen, konnte man der auch sportlich bedeutenden Nation Deutschland zudem auf lange Sicht nicht den Weg in die olympische Bewegung versperren.
Der wichtigste Fürsprecher der olympischen Idee in Deutschland war Willibald Gebhardt. Seine Bemühungen um eine Teilnahme Deutschlands bei den ersten Olympischen Spielen 1896 in Athen waren von heftigen Widerständen insbesondere von Seiten der Deutschen Turnerschaft (DT) geprägt. Die Aufnahme ins IOC verdankte er vornehmlich der Fürsprache des seinerzeitigen IOC-Präsidenten Dimitrios Vikelas, der in der Lage war, Coubertin von der Bedeutung eines deutschen Vertreters zu überzeugen.

### Deutsche Kritik an der olympischen Bewegung
Die Mehrheit der deutschen Sportfunktionäre lehnte ein Engagement in internationalen Wettkämpfen zugunsten einheimischer ab. So sagte zum Beispiel F. A. Schmidt, der Vorsitzende des Zentralausschusses für Volks- und Jugendspiele: „Mögen sich die internationalen Einigungsversuche entwickeln, wie sie wollen: was uns vor allem not tut, ist das Darstellen und Kämpfen nebeneinander und untereinander auf unserem deutschen Boden, keine internationalen, sondern wahrhaft nationale Wettspiele“. Die Aussage zeigt, dass man sich von anderen Nationen auf der sportlichen Ebene abgrenzen wollte. Dazu kam die Aussage „Bahn frei für das deutsche Olympia“, die auf die geplante Begründung einer nationalen Parallelbewegung hindeutet, die später in Deutsche Kampfspiele mündete.

### Gründung des Nationalen Olympischen Komitees
Am 13. Dezember 1895 wurde im Hotel „Zu den vier Jahreszeiten“ in Berlin auf Betreiben Willibald Gebhardts hin ein Nationales Olympisches Komitee gegründet. Die Präsidentschaft des Komitees übernahmen Erbprinz Philipp Ernst zu Hohenlohe-Schillingsfürst, Vizepräsident wurde Albert von Schleswig-Holstein, Gebhardt wurde Schriftführer. Die Organisation hatte jedoch finanzielle Schwierigkeiten, so dass erst kurz vor der Teilnahme an den ersten Olympischen Sommerspielen eine Werbeveranstaltung in den Kroll-Sälen die Finanzierung der Teilnahme absicherte.

## Die Olympischen Spiele bis zum Ersten Weltkrieg (1896–1912)
In der Anfangsepoche der Olympischen Spiele wurden folgende sechs Spiele ausgetragen:
- Olympische Sommerspiele 1896 in Athen
- Olympische Sommerspiele 1900 in Paris
- Olympische Sommerspiele 1904 in St. Louis
- Olympische Zwischenspiele 1906 in Athen
- Olympische Sommerspiele 1908 in London
- Olympische Sommerspiele 1912 in Stockholm

An den ersten Olympischen Sommerspielen in Athen 1896 nahm Deutschland mit der zweitgrößten Mannschaft teil, die jedoch nur aus 21 Athleten bestand. Die deutsche Olympiamannschaft, die von der Deutschen Turnerschaft nicht unterstützt wurde, stellte mit Carl Schuhmann den erfolgreichsten Athleten der ersten Spiele. Er gewann die Disziplinen Ringen und Pferdsprung und war Mitglied der Barren- und der Reckmannschaft, die ebenfalls ihre Disziplinen gewannen. Den beiden erfolgreichen Mannschaften gehörten auch die Berliner Alfred Flatow und Gustav Felix Flatow an. Die beiden jüdischen Cousins wurden von den Nationalsozialisten verfolgt und starben 1942 und 1945 im Ghetto Theresienstadt. Bis auf den zweiten Platz von August Gödrich im Radmarathon und von Friedrich Adolf Traun im Tennis-Doppel wurden alle deutschen Medaillen in Athen von den Turnern gewonnen. Hermann Weingärtner gewann den Einzel-Wettbewerb am Reck und die Mannschaftswettbewerbe am Reck und am Barren. Zweite Plätze errang er an den Ringen und beim Pauschenpferd. Am Barren wurde er zudem Dritter im Einzelwettbewerb. Damit war er nach Gesamtanzahl der Medaillen der erfolgreichste Sportler der Spiele.
Die Olympischen Spiele 1900 in Paris wurden als Heimspiel von Pierre de Coubertin erneut von der Deutschen Turnerschaft boykottiert. Daneben wollte man nicht in die Hauptstadt des Erzfeindes reisen. Auf diese Feindschaft sind auch chauvinistische Schmierereien an der Unterkunft der deutschen Mannschaft und Provokationen in ihre Richtung zurückzuführen. Trotz der Boykotterklärung fanden sich wieder einzelne Turner bereit, den Streik zu brechen. Sie konnten aber im einzigen ausgetragenen Turnwettbewerb, dem Einzel-Mehrkampf, keine Medaille erringen, denn hier dominierten Franzosen auf beiden Seiten der Punktevergabe. Dagegen errangen dieses Mal die deutschen Schwimmer die Siegermedaille. Weitere Medaillen steuerten Martin Wiesner, der mit seiner Yacht Aschenbrödel die Regatta in der Klasse ein bis zwei Tonnen gewann und bei der Ehrenfahrt den zweiten Platz erreichte, sowie die siegreichen Ruderer im Vierer ohne Steuermann bei. Eine Besonderheit stellt der zweite Platz des Frankfurter Fußball-Clubs im olympischen Rugby-Turnier dar, da die Deutschen im einzigen Spiel des Turniers gegen den Gastgeber Frankreich unterlagen.
Die Notwendigkeit eines dauerhaften nationalen Organs, welches für die Belange einer Beteiligung Deutschlands an den Olympischen Spielen zuständig wäre, wurde unerlässlich. 1903 wurde auf erneutes Betreiben von Willibald Gebhardt zunächst ein Komitee für die Olympischen Spiele in St. Louis 1904 gegründet. Nachdem sich auch der „Zentralausschuss für Volks- und Jugendspiele“ von einer Beteiligung überzeugen ließ, wurde der Name des Komitees auf einer Sitzung im Dezember 1903 abgeändert in Deutscher Reichsausschuss für Olympische Spiele (DRAfOS). Gebhardt wurde in die Position des Geschäftsführers und ersten Schriftführers gewählt. Die Präsidentschaft übernahm Graf Egbert von der Asseburg.
1904 in St. Louis stellten die Deutschen mit 17 Teilnehmern die größte europäische Mannschaft. IOC-Präsident Pierre de Coubertin reiste nicht in die USA, er ließ sich von Willibald Gebhardt vertreten, der gleichzeitig „Chef de Mission“ der Deutschen war. Mit vier Gold-, vier Silber- und vier Bronzemedaillen war Deutschland Zweiter im Medaillenspiegel hinter dem Gastgeber USA.
Zu den Olympischen Zwischenspielen 1906 in Athen, die das zehnjährige Jubiläum der Spiele feiern sollten, entsandte Deutschland 47 Athleten, sowie als Ehrengäste einige Olympiasieger von 1896 wie Alfred Flatow und Carl Schuhmann. Es wurden 15 Medaillen errungen. Eine Goldmedaille sicherte sich die unschlagbare Tauziehmannschaft. Dagegen enttäuschten erneut die teilnehmenden Turner. Dieses blamable Abschneiden veranlasste die Turnfunktionäre, ihren Boykott aufzugeben, um den Ruf der deutschen Turner nicht weiter schädigen zu lassen. Da die Teilnahme einzelner Athleten nicht verhindert werden konnte, ließ man von nun an die besten Turner starten. Trotz dieser Annäherung der Turner an die olympische Bewegung sollte die letztendliche Aussöhnung erst von der „Gleichschaltung“ der Nationalsozialisten erzwungen werden.
An den vierten offiziellen Olympischen Sommerspielen 1908 in London nahmen somit erstmals die besten deutschen Turner teil, jedoch nur zu Demonstrationszwecken. Insgesamt erreichten deutsche Sportler hier 14 Medaillen. Bei den Olympischen Sommerspielen 1912 in Stockholm erreichten deutsche Sportler 25 Medaillen, aber erneut keine im Turnsport.

## Im Ersten Weltkrieg (1916)
Vor dem Ersten Weltkrieg wurden Spiele nach Deutschland vergeben:
- Olympische Sommerspiele 1916 in Berlin

Schon Anfang des Jahrhunderts hatte es Bestrebungen gegeben, Olympische Spiele nach Deutschland zu holen. Dem stand jedoch auch das Fehlen eines richtigen Stadions entgegen. So musste man die Bewerbung immer wieder verschieben. 1913 wurde das Deutsche Stadion im Berliner Grunewald durch Kaiser Wilhelm II. eröffnet.
Mit der Errichtung des Stadions wurde der Grundstein zur Bewerbung gelegt. Berlin setzte sich 1912 bei der Vergabe der Spiele gegen Alexandria, Amsterdam, Brüssel, Budapest und Cleveland durch. Die Organisation wurde von dem Husarengeneral und früheren preußischen Minister Victor von Podbielski, der seit 1909 Vorsitzender des Deutschen Reichsausschusses für Olympische Spiele war, und seinem Generalsekretär Carl Diem geleitet. Es hatten sich über 400 Sponsoren für die Olympischen Spiele 1916 gefunden. Aufgrund der Ereignisse infolge des Attentats von Sarajevo, die in einen unerwartet langen Krieg mündeten, fielen die Spiele aus. Sie wurden jedoch nicht offiziell abgesagt.

## Die Olympischen Spiele während der Weimarer Republik (1920–1932)
Zwischen 1920 und 1932 wurden folgende Olympische Spiele ausgetragen:
Ohne deutsche Beteiligung
- Olympische Sommerspiele 1920 in Antwerpen
- Olympische Winterspiele 1924 in Chamonix
- Olympische Sommerspiele 1924 in Paris

Mit deutscher Teilnahme
- Olympische Winterspiele 1928 in St. Moritz
- Olympische Sommerspiele 1928 in Amsterdam
- Olympische Winterspiele 1932 in Lake Placid
- Olympische Sommerspiele 1932 in Los Angeles

Nach der Niederlage im Ersten Weltkrieg wurde im Umfeld der Pariser Vorortverträgen beschlossen, Deutschland und dessen Verbündete nicht an den Olympischen Sommerspielen 1920 teilnehmen zu lassen, ungeachtet der dort inzwischen stattgefundenen Machtwechsel und der Einrichtung demokratischer Republiken. Betroffen war davon insbesondere das einst als Austragungsort festgelegte Budapest, das die Spiele zugunsten von Antwerpen entzogen bekam. Als 1924 die ersten Olympischen Winterspiele sowie zum zweiten Mal Sommerspiele in Paris stattfanden, durften die Ex-Verbündeten wieder teilnehmen. Allein Deutschland blieb von den Spielen ausgeschlossen (und war auch weiterhin teilweise von Frankreich besetzt (Ruhrbesetzung)).
Bereits 1917 war der Deutsche Reichsausschuss für Olympische Spiele durch den Deutschen Reichsausschuss für Leibesübungen (DRA, DRAfL) abgelöst worden, der während der Weimarer Republik Dachverband des Sports in Deutschland war. Auf den Ausschluss von den Olympischen Spielen antwortet der DRA mit der Durchführung von Deutschen Kampfspielen. Im vierjährigen Rhythmus wurden die Kampfspiele zwischen 1922 und 1930 als Winter- und Sommerspiele ausgetragen.
1925 trennten sich nationaler Sportdachverband und Olympisches Komitee: Der Deutsche Olympische Ausschuss (DOA) spaltete sich vom DRA ab und forcierte die Wiederzulassung Deutschlands zu Olympischen Spielen. Bei den Olympischen Winterspielen 1928 in St. Moritz, zehn Jahre nach Kriegsende, kehrte Deutschland in die olympische Familie zurück. Diese deutsche Premiere bei Winterspielen war mit einer Bronzemedaille wenig erfolgreich. Dagegen war die Teilnahme an den Sommerspielen in Amsterdam mit elf Gold-, neun Silber- und 19 Bronzemedaillen ein voller Erfolg.
Im Mai 1930 fand in Berlin die neunte Vollversammlung des Internationalen Olympischen Komitees statt, bevor 1931 in Barcelona die Olympischen Spiele 1936 nach Deutschland vergeben wurden.
1932 in Los Angeles sammelten die deutschen Sportler 20 Medaillen. Zudem wurden Franz und Toni Schmid mit dem Olympischen Bergsteigerpreis Prix olympique d’alpinisme für die Erstbesteigung der Nordseite des Matterhorns geehrt.

## Die Olympischen Spiele während des Nationalsozialismus (1936–1944)
Während der NS-Diktatur wurden nur die Olympischen Spiele 1936 ausgetragen:
- Olympische Winterspiele 1936 in Garmisch-Partenkirchen
- Olympische Sommerspiele 1936 in Berlin

Weitere Spiele fielen dem Zweiten Weltkrieg zum Opfer:
- Olympische Winterspiele 1940 in Sapporo (ersatzweise an St. Moritz und später an Garmisch-Partenkirchen vergeben)
- Olympische Sommerspiele 1940 in Tokio (ersatzweise an Helsinki vergeben)
- Olympische Winterspiele 1944 in Cortina d’Ampezzo
- Olympische Sommerspiele 1944 in London

1936 fanden die Olympischen Sommerspiele in Berlin, die Olympischen Winterspiele in Garmisch-Partenkirchen statt. Beide Spiele wurden am 13. Mai 1931 an Deutschland vergeben, also noch zu Zeiten der Weimarer Republik. Adolf Hitler hatte ursprünglich kein Interesse an den Spielen, wurde jedoch von Joseph Goebbels von deren Propagandawirkung überzeugt. Um diese Wirkung nicht zu gefährden, wurden Repressionen gegen Juden eingeschränkt und Weltoffenheit vorgetäuscht. Austragungsort war vor allem das Reichssportfeld mit dem Olympiastadion, das 100.000 Zuschauern Platz bot, dem Schwimmstadion und der Dietrich-Eckart-Freilichtbühne. Die deutschen Organisatoren führten außerdem den ersten Fackellauf der olympischen Geschichte durch. Der letzte Läufer, der das olympische Feuer entzündete, war Fritz Schilgen. Beim Einmarsch der Mannschaften grüßten mehrere mit dem „olympischen Gruß“, der später oft als Hitlergruß missverstanden wurde.
Sportlich gesehen brachten die Olympischen Sommerspiele 1936 große deutsche Erfolge mit sich. Hans Woellke errang mit dem Sieg im Kugelstoßen die erste Goldmedaille in der Leichtathletik. In der Folge gewannen Karl Hein den Hammerwurf und Gerhard Stöck den Speerwurf. Die deutschen Turner zählten zu den erfolgreichsten Athleten der Spiele. Konrad Frey war der erfolgreichste Medaillensammler. Er gewann im Mehrkampf mit der Mannschaft, am Seitpferd und am Barren Gold, am Reck Silber und am Boden, sowie im Mehrkampf Einzel Bronze. Daneben gewann Alfred Schwarzmann fünf Medaillen, davon zwei goldene im Zwölfkampf und im Pferdsprung. Der favorisierte Ringer Werner Seelenbinder erreichte im Halbschwergewicht griechisch-römisch nur den vierten Rang. Er war 1928 in die KPD eingetreten und wurde 1944 vom Volksgerichtshof zum Tode verurteilt, weil er einen KPD-Kurier unterstützt haben sollte. Im Speerwurf der Frauen errangen die Deutschen Tilly Fleischer und Luise Krüger einen Doppelsieg. Die erfolgreichen deutschen Leichtathletinnen errangen in jedem Wettkampf mit Ausnahme der 4-mal-100-Meter-Staffel eine Medaille. Die Staffel lag bis zum letzten Wechsel in Führung, als Marie Dollinger den Staffelstab fallen ließ.
Legenden rankten sich lange Zeit um die Anwesenheit Hitlers und dessen Gratulation an deutsche Sportler bzw. dessen angeblicher Weigerung, auch nichtdeutschen Gewinnern zu gratulieren. Nachdem er am ersten Tag deutschen Olympiasiegern seinen Respekt gezollt hatte, legte man ihm nahe, allen oder niemandem zu gratulieren, worauf er auf weitere Auftritte verzichtete. In seiner Anwesenheit verlor zudem die deutsche Fußballmannschaft und schied aus.
Der schwarze Amerikaner Jesse Owens schrieb Sportgeschichte, indem er als Sieger im 100-Meter-Lauf, Weitsprung, 200-Meter-Lauf und mit der 4-mal-100-Meter-Staffel zum erfolgreichsten Sportler dieser Olympischen Spiele wurde.

## Die Olympischen Spiele während des Ost-West-Konfliktes (1948–1988)
In dieser Epoche fanden diese Olympischen Spiele statt:
- Olympische Winterspiele 1948 in St. Moritz
- Olympische Sommerspiele 1948 in London
- Olympische Winterspiele 1952 in Oslo
- Olympische Sommerspiele 1952 in Helsinki
- Olympische Winterspiele 1956 in Cortina d’Ampezzo
- Olympische Sommerspiele 1956 in Melbourne
- Olympische Winterspiele 1960 in Squaw Valley
- Olympische Sommerspiele 1960 in Rom
- Olympische Winterspiele 1964 in Innsbruck
- Olympische Sommerspiele 1964 in Tokio
- Olympische Winterspiele 1968 in Grenoble
- Olympische Sommerspiele 1968 in Mexiko-Stadt
- Olympische Winterspiele 1972 in Sapporo
- Olympische Sommerspiele 1972 in München
- Olympische Winterspiele 1976 in Innsbruck
- Olympische Sommerspiele 1976 in Montreal
- Olympische Winterspiele 1980 in Lake Placid
- Olympische Sommerspiele 1980 in Moskau
- Olympische Winterspiele 1984 in Sarajevo
- Olympische Sommerspiele 1984 in Los Angeles
- Olympische Winterspiele 1988 in Calgary
- Olympische Sommerspiele 1988 in Seoul

### Die Neuorganisation der olympischen Bewegung in Deutschland
Nach dem Ende des Zweiten Weltkriegs erließ der Alliierte Kontrollrat am 17. Dezember 1945 die Direktive Nr. 23, welche alle Sportorganisationen auflöste. Carl Diem beantragte im November 1946 in Frankfurt am Main bei der amerikanischen Militärregierung die Erlaubnis, wieder ein Nationales Olympisches Komitee zu gründen, was jedoch abgelehnt wurde. Da ein eigenes NOK Voraussetzung für die Teilnahme an den Olympischen Spielen von 1948 war, wurde am 7. Juni 1947 ein provisorischer Deutscher Olympischer Ausschuss gegründet. Das IOC erkannte diesen Ausschuss nicht als deutsches NOK an, da das Gebiet Deutschlands zu diesem Zeitpunkt noch in vier alliierte Besatzungszonen aufgeteilt war und somit keinen anerkannten Staat vertrat. In Folge wurde Deutschland nicht zu den Spielen 1948 eingeladen.
Ein weiterer Grund für die Nichtberücksichtigung Deutschlands spielte auch seine Rolle als Auslöser des Zweiten Weltkriegs. Gerade die wichtigen ehemaligen Kriegsgegner Großbritannien, Frankreich (ab 1939) und die Sowjetunion und USA (ab 1941) hatten kein großes Interesse an dessen Teilnahme. Trotzdem nahmen Carl Diem, der mit dem IOC-Präsidenten Sigfrid Edström befreundet war, sowie Helmut Bantz indirekt an den Spielen teil. Der Turner Bantz betreute als Kriegsgefangener die britischen Turner.
Nach Beginn des Kalten Krieges und der Gründung der Bundesrepublik Deutschland im Mai 1949 wurde am 24. September 1949 in Bonn das westdeutsche Nationale Olympische Komitee für Deutschland gegründet. Erster Vorsitzender wurde das IOC-Mitglied Adolf Friedrich Herzog zu Mecklenburg. Das in der Bundesrepublik Deutschland angesiedelte NOK betrachtete sich im Rahmen des Alleinvertretungsanspruchs als die olympische Vertretung Gesamtdeutschlands, obwohl sich die deutsch-deutschen Differenzen nach der Gründung der DDR am 7. Oktober 1949 verstärkten. Diese manifestierten sich auch in der Bildung eines eigenen Nationalen Olympischen Komitees für Ostdeutschland am 22. April 1951, nachdem die Vertreter der DDR mit ihrem Vorschlag zu einem gesamtdeutschen NOK nicht hatten durchdringen können.

Das IOC empfahl 1950 die Aufnahme Deutschlands (d. h. des in der Bundesrepublik ansässigen NOKs) und seine Teilnahme an den Olympischen Spielen im Jahr 1952. Das Saarland hatte schon 1950 sowohl ein vom IOC anerkanntes eigenes NOK, als auch eine eigene FIFA-Mitgliedschaft zugesprochen bekommen.
Das IOC nahm das westdeutsche NOK für Deutschland während einer Sitzung zwischen dem 7. und 9. Mai 1951 auf. Der später eingereichte Antrag des erst Wochen zuvor formierten ostdeutschen NOKs wurde mit der formellen Begründung abgelehnt, dass ein Land nicht durch zwei nationale olympische Verbände vertreten werden könne. Gleichzeitig forderte das IOC die beiden deutschen Komitees auf unverzüglich über ein gesamtdeutsches NOK und eine gemeinsame Mannschaft für die Olympischen Spiele zu verhandeln. Mit der „Lausanner Vereinbarung“ vom 22. Mai 1951 vereinbarten die Verhandlungsdelegationen eine Lösung, nach der es entsprechend den IOC-Regeln nur ein NOK geben konnte, und das wäre das westdeutsche. Ferner stellt das Kommuniquie fest, dass für die Olympischen Spiele 1952 eine gemeinsame Mannschaft gebildet werden sollte, für die entsprechend der Stimmenmehrheit das NOK-West verantwortlich sei. Am 6. September 1951 kündigte jedoch das von Kurt Edel geführte ostdeutsche NOK die Vereinbarung, da die DDR-Führung mit dem Verhandlungsergebnis nicht einmal ihre Minimalforderungen nach einer Gleichberechtigung der NOK bei der Mannschaftsaufstellung umgesetzt sah. In den folgenden Verhandlungen kam es zu keiner Einigung. Am 8. Februar 1952, als eine Konferenz zwischen den beiden NOK und IOC-Mitgliedern in Kopenhagen geplant war, ließen die DDR-Funktionäre die IOC-Mitglieder warten, was zur Nichtaufnahme der Gespräche führte. Die Athleten der DDR nahmen an den Olympischen Winterspielen in Oslo nicht teil.

Ansonsten verlief eine erste Teilnahme des westlichen Teils Deutschlands nach dem Krieg erfolgreich, obwohl im Vorfeld Bedenken wegen der Besatzungszeit in Norwegen geäußert worden waren. Die Norweger begrüßten die deutsche Mannschaft jedoch sportlich fair. In der Nationenwertung belegte Deutschland den vierten Rang. Der Zweier- und der Viererbob von Andreas Ostler gewannen Gold, wie auch Ria Baran und Paul Falk, die im Eiskunstlauf der Paare den ersten Platz belegten. Da die Frage der Deutschen Nationalhymne erst am 29. April 1952 geklärt wurde, erklang bei den Siegerehrungen nicht die Melodie des Deutschlandlieds, sondern das Hauptthema Ode an die Freude aus dem vierten Satz von Ludwig van Beethovens 9. Sinfonie.
Bei den Olympischen Sommerspielen in Helsinki 1952 begann der Reiter Fritz Thiedemann mit zwei Bronzemedaillen seine Karriere. Daneben gewann der schon 1936 erfolgreiche Turner Alfred Schwarzmann Silber am Reck. Neben der Mannschaft des NOK für Deutschland, zu der weiterhin keine DDR-Sportler entsandt wurden, nahm auch das Saarland zum ersten und letzten Mal als eigenständiges NOK mit eigener Mannschaft an Olympischen Spielen teil. Die 36 entsandten saarländischen Athleten konnten zwar keine Medaille erringen, dies gelang einigen jedoch vier Jahre später als Teil der gesamtdeutschen Mannschaft. Siehe auch: Olympische Sommerspiele 1952/Teilnehmer (Saarland)

### Gesamtdeutsche Mannschaft
Die Sowjetunion versuchte mehrmals, das NOK der DDR ins IOC aufnehmen zu lassen, doch diese Initiativen scheiterten am IOC-Präsidenten Avery Brundage. Das in der Bundesrepublik Deutschland angesiedelte NOK für Deutschland bestand auf dem Alleinvertretungsanspruch für Deutschland, und somit auch für Ostdeutschland. Die Sportfunktionäre der DDR erreichten bis 1956, dass die DDR-Sportverbände in fast alle wichtigen internationalen Sportverbände aufgenommen wurden. Allerdings setzte Brundage weiterhin auf das Modell einer vereinigten deutschen Mannschaft. Die vorläufige Aufnahme der DDR ins IOC erfolgte am 17. Juni 1955 mit 27 zu 7 Stimmen nur unter der Bedingung, dass DDR-Sportler und Athleten der Bundesrepublik Deutschland für 1956 eine gemeinsame Mannschaft bildeten. Der Präsident des NOK für Ostdeutschland, Heinz Schöbel, stimmte diesem Kompromiss zu.
Bei den Olympischen Winterspielen im Februar 1956 im italienischen Cortina d’Ampezzo konnten erstmals DDR-Sportler in einer gesamtdeutschen Mannschaft an den Spielen teilnehmen. Allerdings entschieden über die Zusammensetzung des Olympiakaders innerdeutsche Ausscheidungswettkämpfe. Der Skispringer Harry Glaß gewann bei den Spielen überraschend die Bronzemedaille und war damit der erste Medaillengewinner aus der DDR.
Die gesamtdeutsche Mannschaft für die Olympischen Sommerspiele 1956 in Melbourne wurde ohne Ausscheidungswettkämpfe zusammengestellt. Mit sechs Goldmedaillen wurde der sechste Platz im inoffiziellen Medaillenspiegel erreicht. Die erste Goldmedaille für die DDR errang der Amateurboxer Wolfgang Behrendt. Der besonderen politischen Lage war es zuzuschreiben, dass er gleich zwei Glückwunschtelegramme von deutschen Staatsoberhäuptern erhielt, eines von Bundespräsident Theodor Heuss, und eines vom Präsidenten der DDR, Wilhelm Pieck. Bei den Reitwettbewerben, die aus Quarantänegründen in Stockholm ausgetragen wurden, trat erstmals für Deutschland in der Dressur mit Liselott Linsenhoff, Hannelore Weygand und Annelise Küppers eine reine Frauenequipe an. Der deutsche Springreiter Hans Günter Winkler gewann trotz einer im ersten Durchgang erlittenen schweren Verletzung Gold im Einzelspringen, da Halla ihn im zweiten Durchlauf fehlerfrei über den Parcours trug. Da die Ergebnisse des Einzelspringens auch als Mannschaftswertung zur Anrechnung kamen, bedeutete der unverhoffte Erfolg von Winkler und Halla gleichzeitig auch Gold für die in Führung liegende deutsche Mannschaft.
Nachdem 1959 die DDR durch Hinzufügen von sozialistischen Symbolen zu Schwarz-Rot-Gold eine eigene Staatsflagge eingeführt hatte, kam es zum Streit darüber, hinter welcher Fahne die Athleten bei den Olympischen Spielen von 1960 einmarschieren sollten. Nach langem Ringen einigte man sich auf Schwarz-Rot-Gold mit weißen olympischen Ringen. 1960 gab es zum ersten Mal auch für die Sommerolympiade gesamtdeutsche Ausscheidungswettkämpfe. Während in Deutschland Ost und West traditionell der Verband die Mannschaften aufstellt (man sich aber auf keinen Selektor einigen konnte), wurde von Brundage das amerikanische System der verbindlichen Olympiaausscheidungswettkämpfe vorgeschlagen und durchgesetzt, wobei die Mannschaft den Chef de Mission stellen sollte, die die Mehrheit der Aktiven in der Mannschaft hatte. Bei den Sommerspielen in Rom gewann Armin Hary als erster deutscher Sprinter Gold über 100 Meter. Da die US-amerikanische Staffel wegen zweier Wechselfehler disqualifiziert wurde, gewann auch die deutsche 4-mal-100-Meter-Staffel mit Armin Hary, Bernd Cullmann, Walter Mahlendorf und Martin Lauer. Die deutschen Ruderer errangen drei Goldmedaillen, auch mit dem prestigeträchtigen Deutschland-Achter. Die gemischte Einer-Kajak-Staffel aus Paul Lange, Friedhelm Wentzke (beide Bundesrepublik Deutschland), Günter Perleberg und Dieter Krause (beide DDR) konnte ebenfalls Gold erringen.
Die Funktionäre beider Seiten bemühten sich zwar um Kompromisse, aber bei strittigen Fragen musste oft das IOC entscheiden. Aufgrund des einflussreichen IOC-Mitgliedes Karl Ritter von Halt, der mit dem IOC-Präsidenten Brundage befreundet war, hatte die bundesdeutsche Position meist mehr Gewicht. 1961 übernahm Willi Daume die Leitung des NOK für Deutschland von Karl Ritter von Halt, womit der enge Kontakt zur IOC-Führung verloren ging. Damit rückte die Aufnahme der DDR als volles IOC-Mitglied näher. Mit dem Bau der Berliner Mauer kam es zu einer weiteren Verschärfung der Gegensätze zwischen Ost und West. Den Mitgliedern des Deutschen Sportbundes wurde es verboten, in die DDR zu reisen und von dort Sportler in die Bundesrepublik einzuladen. Dadurch wurde die Teilnahme eines gesamtdeutschen Teams an den Olympischen Spielen im Jahr 1964 so fraglich, dass sich das Schweizer IOC-Mitglied Albert Mayer als Vermittler einschaltete. Im Dezember 1962 kam es zu Verhandlungen der beiden deutschen NOKs über den Vorschlag Mayers, keine Ausscheidungskämpfe auszutragen und als zwei getrennte Mannschaften mit selber Flagge und Hymne anzutreten. Mit dieser Lösung wurde die gesamtdeutsche Mannschaft ein letztes Mal gerettet. Diese Entscheidung wurde jedoch in Abwesenheit von IOC-Präsident Brundage gefällt, der anschließend eine erneute Verhandlung der Thematik ansetzte. Das Ergebnis dieser Verhandlung am 8. März 1963 revidierte die vorherige Entscheidung und legte abermals eine gesamtdeutsche Mannschaft fest.
Bei den Winterspielen 1964 in Innsbruck befanden sich die Eiskunstläufer Marika Kilius und Hans-Jürgen Bäumler im Mittelpunkt des deutschen Interesses. Sie hatten im Vorfeld der Olympischen Spiele das sowjetische Paar Ljudmila Beloussowa/Oleg Protopopow elfmal bezwungen, wurden nun in Innsbruck aber nur Zweite hinter ihnen. Im Eiskunstlauf der Herren gewann Manfred Schnelldorfer Gold. Die begonnene Sportförderung der DDR erlaubte mehr Startplätze, sodass die DDR-Athleten in Tokio die Mehrheit in der gesamtdeutschen Mannschaft stellten und das NOK der DDR den „Chef de Mission“ stellen durfte. Diese Funktion übernahm der spätere NOK-Präsident Manfred Ewald. Die erste deutsche Goldmedaille im Zehnkampf errang Willi Holdorf. Außerdem gewann die Ost-Berlinerin Karin Balzer über 80 Meter Hürden Gold und holte damit die erste Leichtathletik-Goldmedaille für die DDR. Daneben siegte der Segler Willi Kuhweide im Finn-Dinghi.
Auf der 63. IOC-Sitzung in Madrid wurde eine unabhängige DDR-Mannschaft zugelassen. Konfliktpotenzial bot jedoch die Tatsache, dass West-Berliner Sportler der westdeutschen Mannschaft angehören sollten. In der Folge traten bei den Olympischen Spielen im Jahr 1968 zwei getrennte deutsche Mannschaften an, die jedoch beide noch die Flagge mit den olympischen Ringen und die Ode an die Freude als Hymne gemeinsam hatten. Die DDR und Bundesrepublik Deutschland präsentierten sich erst ab 1972 vollkommen selbstständig. In Mexiko-Stadt gewann der Rückenschwimmer Roland Matthes zwei Goldmedaillen. Daneben siegten unter anderem Margitta Gummel im Kugelstoßen und der Boxer Manfred Wolke für die DDR, die mit insgesamt neun Goldmedaillen und Rang fünf im Medaillenspiegel den deutsch-deutschen Olympiavergleich klar dominierte. Die Bundesrepublik Deutschland belegte mit fünf Goldmedaillen den neunten Rang. Das Team des bundesdeutschen NOKs stellte mit dem Olympiasieger Josef Neckermann im Dressurteam den mit 56 Jahren ältesten Sieger dieser Olympischen Spiele. Daneben gewannen der Ruder-Achter und Ingrid Becker im Fünfkampf ebenfalls Gold.

### Olympische Sommerspiele in München
Während der IOC-Session 1965 in Madrid, auf der das DDR-NOK als vollständiges Mitglied aufgenommen wurde, kam dem Präsidenten des bundesdeutschen NOK für Deutschland, Willi Daume, die Idee, die Olympischen Sommerspiele 1972 nach Deutschland zu holen. Daume sprach mit dem damaligen Berliner Bürgermeister Willy Brandt und bat ihn um einen Verzicht Berlins, da das IOC die Spiele nicht in die geteilte Stadt vergeben hätte. Brandt unterstützte den Vorschlag Daumes, München ins Rennen zu schicken, und auch der Münchner Oberbürgermeister Hans-Jochen Vogel war einverstanden. Im April 1966 wurden die Olympischen Sommerspiele des Jahres 1972 in die bayerische Landeshauptstadt vergeben.
Deutschland wollte sich als Gastgeber von den Olympischen Spielen unter den Nationalsozialisten abgrenzen. Deshalb lautete die Arbeitsformel 36 + 36 ungleich 72. Der Olympiapark und weitere Sportstätten (wie der Augsburger Eiskanal) wurden für die Sommerspiele 1972 neu errichtet und behielten auch danach ihr Weltklasseniveau.
Die Spiele von München waren die ersten Sommerspiele, an denen die Mannschaften der DDR und der Bundesrepublik Deutschland vollkommen unabhängig voneinander teilnahmen. Die DDR erreichte mit 20 Goldmedaillen die dritte Position im Medaillenspiegel, vor der Bundesrepublik Deutschland mit 13 Goldmedaillen. Die Leichtathletik wurde von deutschen Frauen dominiert. Die erst 16 Jahre alte Ulrike Meyfarth gewann mit der Weltrekordhöhe von 1,92 Metern Gold im Hochsprung. Heide Rosendahl siegte mit 6,78 Metern im Weitsprung und zusammen mit Annegret Richter, Ingrid Mickler-Becker und Christiane Krause auch in der 4-mal-100-Meter-Staffel. Dabei gewann die Stafette das Prestigeduell gegen die Damen der DDR. Renate Stecher aus Jena siegte über 100 und 200 Meter mit Weltrekord. Bis auf die 1500 Meter gewannen deutsche Frauen alle Laufwettbewerbe. Auch im Speerwurf holte mit Ruth Fuchs eine Deutsche die Goldmedaille. Die Männer waren dagegen nicht so erfolgreich. Im 50-Kilometer-Gehen gewann der Oberfeldwebel der Bundeswehr Bernd Kannenberg, über 20 Kilometer siegte der Thüringer Peter Frenkel. Klaus Wolfermann gewann den Speerwurf mit einem nur zwei Zentimeter längeren Wurf als der sowjetische Favorit Jānis Lūsis. Im Stabhochsprung holte der Jenaer Wolfgang Nordwig Gold.
Die Hockeyherren der Bundesrepublik Deutschland konnten mit dem Endspielsieg gegen Pakistan Gold erringen. Im Turnen, das von Olga Korbut dominiert wurde, konnte Karin Büttner-Janz am Pferdsprung und am Stufenbarren die Goldmedaillen für sich entscheiden. Daneben gewannen der Vierer im Rudern und der Bahnradvierer, der sich im Finale gegen das DDR-Team durchsetzte. Erst im Stechen gewann Konrad Wirnhier das Skeetschießen. Im Mittelgewicht der Boxer war Dieter Kottysch der Beste. Auch die deutschen Reiter konnten zum Medaillenregen beitragen: Liselott Linsenhoff siegte mit ihrem Pferd Piaff in der Dressur-Einzelwertung und Fritz Ligges, Gerd Wiltfang, Hartwig Steenken und Hans Günter Winkler gewannen das Mannschaftsspringen um den Preis der Nationen, den letzten Wettbewerb der Spiele.
Überschattet wurden die Spiele durch das Olympia-Attentat vom 5./6. September 1972, bei dem die palästinensische Terrororganisation Schwarzer September 11 von 14 Mitgliedern israelische Mannschaft, darunter fünf Athleten, ermordete.

### Koexistenz der Bundesrepublik Deutschland und DDR bei Olympischen Spielen
Bei den Olympischen Sommerspielen 1976 in Montreal belegte die DDR mit 40 Gold-, 25 Silber- und 25 Bronzemedaillen den zweiten Rang im Medaillenspiegel, hinter der Sowjetunion und noch vor den USA. Der Bundesrepublik Deutschland blieb mit 10 Gold-, 12 Silber- und 17 Bronzemedaillen Platz vier. Deutsche Athletinnen machten die Sprintwettbewerbe über 100 und 200 Meter unter sich aus. Die 100 Meter gewann Annegret Richter (Bundesrepublik Deutschland) vor Renate Stecher (DDR) und Inge Helten (Bundesrepublik Deutschland). Über 200 Meter gewann Bärbel Eckert (DDR) vor Richter und Stecher. Die DDR-Hochspringerin Rosemarie Ackermann übersprang als erste Frau der Welt die zwei Meter und holte damit Gold. Die Schwimmwettbewerbe der Frauen wurden von den Sportlerinnen der DDR dominiert: Sie siegten in 11 von 13 Wettbewerben. Dabei stach besonders die 17 Jahre alte Kornelia Ender hervor, die vier Gold- und eine Silbermedaille mit nach Hause nahm.
In der Folge der sowjetischen Invasion in Afghanistan im Dezember 1979 forderte US-Außenminister Cyrus Vance während der IOC-Session vor den Olympischen Winterspielen 1980 in Lake Placid, die Sommerspiele Moskau zu entziehen. Der Präsident des Deutschen Sportbundes Willi Weyer lehnte die Funktion des Sports als „Knüppel der Politik“ ab. US-Präsident Jimmy Carter veranlasste aber am 31. März 1980 das NOK der USA zum Boykott der Sommerspiele von Moskau. Viele Nationen schlossen sich an, andere ließen den Athleten die Wahl. Am 24. April folgte die Bundesregierung dem Beispiel der USA, erinnerte an die Verantwortung der Sportler und Sportorganisationen gegenüber dem Staat und mahnte sie, aus Rücksicht auf die nicht teilnehmenden Sportler sich ebenfalls dem Boykott anzuschließen. Am 15. Mai kam es in Düsseldorf zu einer außerplanmäßigen Sitzung des NOK für Deutschland, in der in einer geheimen Abstimmung mit 59 zu 40 Stimmen der Boykott beschlossen wurde.
Nach Gastgeber Sowjetunion (80 Gold, 69 Silber, 46 Bronze) dominierte die DDR mit 47 Gold-, 37 Silber- und 42 Bronzemedaillen in Abwesenheit der westlichen Konkurrenz die Olympischen Sommerspiele 1980 in Moskau. Der Hochspringer Gerd Wessig gewann Gold und steigerte den Weltrekord auf 2,36 Meter. Waldemar Cierpinski gewann nach 1976 zum zweiten Mal dem olympischen Marathon. Die DDR-Schwimmerinnen errangen von 35 möglichen Medaillen 26 und stellten mit Caren Metschuck (3 Gold, 1 Silber) die erfolgreichste Athletin der Spiele. Auch Rica Reinisch erreichte drei Goldmedaillen.
Am 8. Mai 1984 beschloss das NOK der UdSSR einen Boykott der Olympischen Sommerspiele 1984 als Revanche. Dass von der Sowjetunion die Unterstützung durch den Ostblock erwartet wurde, traf besonders die DDR, die im Land des Klassenfeinds über die USA triumphieren wollte. Bei einer Tagung sozialistischer Sportorganisationen kam es sogar zu Handgreiflichkeiten zwischen dem DDR-Sportchef Manfred Ewald und dem Sportminister der Sowjetunion Sergej Pawlow. In der Folge setzte die DDR-Führung aber den Boykott um, während Rumänien als einziges Ostblockland teilnahm. In Los Angeles gewann Ulrike Meyfarth nach 1972 ihre zweite olympische Goldmedaille im Hochsprung, Dietmar Mögenburg siegte im Hochsprung der Männer. Der Schwimmer Michael Groß gewann jeweils zwei Gold- und Silbermedaillen.
An den Olympischen Sommerspielen 1988 in Seoul nahmen zum letzten Mal zwei deutsche Mannschaften teil. Die bundesdeutschen Reiter sicherten sich Mannschaftsgold im Military, Springen und der Dressur. Daneben gewann Nicole Uphoff auch die Einzel-Dressur. Michael Groß gewann nach 1984 erneut Gold. Nach dem Gewinn der vier Grand-Slam-Titel sicherte sich Steffi Graf mit dem Sieg im olympischen Tennis-Turnier den Golden Slam. Für die DDR holten unter anderem Henry Maske, Jochen Schümann und Birgit Fischer Goldmedaillen. In der Königsdisziplin der Leichtathleten siegte Christian Schenk, im Kugelstoßen Ulf Timmermann und bei den Diskuswerfern Jürgen Schult. Am erfolgreichsten war jedoch die Schwimmerin Kristin Otto, die bei sechs Starts sechsmal gewann.

## Die Olympischen Spiele nach der Wiedervereinigung (seit 1992)
- Olympische Winterspiele 1992 in Albertville
- Olympische Sommerspiele 1992 in Barcelona
- Olympische Winterspiele 1994 in Lillehammer
- Olympische Sommerspiele 1996 in Atlanta
- Olympische Winterspiele 1998 in Nagano
- Olympische Sommerspiele 2000 in Sydney
- Olympische Winterspiele 2002 in Salt Lake City
- Olympische Sommerspiele 2004 in Athen
- Olympische Winterspiele 2006 in Turin
- Olympische Sommerspiele 2008 in Peking
- Olympische Winterspiele 2010 in Vancouver
- Olympische Sommerspiele 2012 in London
- Olympische Winterspiele 2014 in Sotschi
- Olympische Sommerspiele 2016 in Rio de Janeiro
- Olympische Winterspiele 2018 in Pyeongchang
- Olympische Sommerspiele 2020 in Tokio
- Olympische Winterspiele 2022 in Peking
- Olympische Sommerspiele 2024 in Paris

### Vereinigung der olympischen Bewegung in Deutschland
Nach der deutschen Wiedervereinigung gab es Probleme beim Zusammenführen der beiden sportpolitischen Systeme. Das Sportsystem der DDR war nicht mehr finanzierbar und zehntausende Mitarbeiter von Sportorganisationen und Laboren befürchteten die Entlassung. Die Funktionäre der ehemaligen DDR und die der alten Bundesrepublik Deutschland standen sich skeptisch gegenüber. International für Aufsehen sorgte der Fall von Katrin Krabbe, die im System des DDR-Staatsdopings groß geworden war. Bei den Leichtathletik-Weltmeisterschaften 1991 in Tokio gewann sie zwei Goldmedaillen, bei Olympia 1992 trat sie nicht an. Viele deutsche Sportfunktionäre, unter ihnen auch der NOK-Präsident Willi Daume, wollten das Problem mit dem DDR-Doping verschweigen und die belasteten Betreuer in ihren angestammten Positionen belassen. Dagegen arbeiteten verschiedene Kommissionen unter Beteiligung von Manfred Freiherr von Richthofen, dem späteren Präsidenten des Deutschen Sportbundes, an der Aufklärung der Doping- und Stasivergangenheit. Angesichts der erwarteten Erfolge fanden die kritischen Stimmen jedoch kaum Gehör. Betreuer aus der DDR wurden vorerst weiterbeschäftigt.

### Teilnahmen eines geeinten Deutschlands
Nach 56 Jahren trat bei den Olympischen Winterspielen 1992 das erste Mal die Mannschaft eines einigen deutschen Staates an. Die Premiere wurde mit dem dritten Platz der Medaillenwertung gekrönt. Für die Austragung der Spiele hatte sich auch das deutsche NOK mit Berchtesgaden beworben, war aber bei der Vergabe in Lausanne 1986 bereits im ersten Wahlgang gescheitert.
In Barcelona belegte Deutschland hinter der GUS und den USA den dritten Rang im Medaillenspiegel mit 33-mal Gold, 21-mal Silber und 26-mal Bronze. Zum deutschen Star der Spiele avancierte die erst 14 Jahre alte Franziska van Almsick, obwohl sie nur jeweils zwei Silber- und Bronzemedaillen gewann. Die deutschen Leichtathleten siegten in vier Disziplinen: Dieter Baumann gewann die 5000 Meter, Silke Renk den Speerwurf, Heike Henkel den Hoch- und Heike Drechsler den Weitsprung. Deutschland dominierte vor allem die Bootssportarten mit vier Goldmedaillen der Ruderer und sieben für die Kanuten. Im Tennis-Doppel der Männer gewannen Boris Becker und Michael Stich.
Nach den für Deutschland erfolgreichen Sommerspielen von Barcelona strebte Berlin die Austragung der Olympischen Sommerspiele des Jahres 2000 an. Das kostspielige Olympiaprojekt fand aber angesichts der Probleme beim Zusammenwachsen von Ost und West nicht viel Unterstützung. Daneben kam es zu Misswirtschaft der Berliner Bewerbungsgesellschaft, die insgesamt ungeschickt agierte. Bei der Abstimmung 1993 in Monte-Carlo war Berlin chancenlos, die Sommerspiele des Jahres 2000 wurden nach Sydney vergeben.
Vor den Olympischen Spielen im Jahr 1996 wurden die Probleme im ostdeutschen Sport immer offensichtlicher. Die in Ostdeutschland ansässigen Sporteinrichtungen litten unter massiven Personalabbau und die Athleten konnten sich nicht wie in der DDR bei der Berufsplanung auf den Staat verlassen. Der finanzielle Aufwand zur Entsendung der Athleten zu Olympischen Spielen wurde angesichts der maroden Sportinfrastruktur kritisiert. Die Bundesregierung hielt aber an der Förderung des Spitzensports fest.
Bei den Olympischen Sommerspielen 1996 in Atlanta verteidigte Deutschland seinen dritten Rang im Medaillenspiegel. Acht der 20 Goldmedaillen wurden von deutschen Booten gewonnen: Fünf davon errangen die Kanuten, zwei die Ruderer und eine der Segler Jochen Schümann. Die deutschen Reiter dominierten ihre Wettbewerbe. Ulrich Kirchhoff gewann das Springreiten im Einzel und mit der Mannschaft, Isabell Werth gewann Mannschafts- und Einzelgold in der Dressur. In der Leichtathletik siegten Lars Riedel und Ilke Wyludda im Diskuswurf und Astrid Kumbernuss im Kugelstoßen. Der Zehnkämpfer Frank Busemann holte zwar nur Silber, wurde aber zu einem der Publikumslieblinge. Franziska van Almsick konnte hingegen die hohen Erwartungen nicht erfüllen. Über ihre Paradestrecke, den 200 Metern Freistil, erreichte sie nur Platz zwei. Die höchste Einschaltquote in Deutschland erzielte jedoch der Sieg von Udo Quellmalz über Yukimasa Nakamura im Judo mit 8,13 Millionen Zuschauern.
In der Zeit bis zu den Olympischen Sommerspielen im Jahr 2000 wurde die DDR-Vergangenheit des Sports auch gerichtlich aufgearbeitet. Viele Trainer, Offizielle und Mediziner aus Ostdeutschland bekamen die Konsequenzen des Dopingsystems zu spüren. Ihnen wurde Körperverletzung durch Anabolika-Abgabe zur Last gelegt.

### Deutschland bei Olympia im neuen Jahrtausend
Deutschland rutschte bei den Olympischen Sommerspielen in Sydney auf den fünften Platz des Medaillenspiegels ab, hinter China und Gastgeber Australien. Die Kanutin Birgit Fischer gewann ihre Goldmedaillen Nummer sechs und sieben und führt damit die Liste der erfolgreichsten deutschen Olympioniken an. Der Bahnradsportler Robert Bartko gewann die Einzel- und Mannschaftsverfolgung. Jan Ullrich errang Gold im Straßenrennen und holte Silber im Zeitfahren. Der überraschendste deutsche Sieger war der Leichtathlet Nils Schumann über die 800 Meter. Acht Jahre nach ihrem Sieg im Weitsprung holte Heike Drechsler in dieser Disziplin erneut Gold. Wie die gesamte deutsche Schwimmmannschaft enttäuschte Franziska van Almsick. Über die 200 Meter Freistil verpasste sie den Finaleinzug.
Eine erneute deutsche Bewerbung als Austragungsort der Sommerspiele 2012, bei der man sich auf Leipzig einigte, scheiterte in der IOC-Vorauswahl. Ebenso kommt die Bobbahn in Königssee als Teil der Salzburger Bewerbung für die Winterspiele 2014 nicht zu Olympiaehren. Die Bewerbung Münchens für die Olympischen Winterspiele 2018 scheiterte ebenfalls, als im Juli 2011 die südkoreanische Stadt Pyeongchang den Zuschlag erhielt. Für die Olympiabewerbung 2024 oder 2028 der beiden Interessenten Berlin und Hamburg legte das Präsidium des Deutschen Olympischen Sportbundes (DOSB) einen Fragenkatalog vor. Die Bewerbung hätte im Herbst 2015 beim IOC verbindlich angekündigt werden müssen.
Bei den Olympischen Sommerspielen in Tokio, die aufgrund der Corona-Pandemie erst 2021 stattfanden, rutsche Deutschland auf den neunten Platz des Medaillenspiegels ab. Damit war es das schlechteste Ergebnis seit der Wiedervereinigung. Mit 37 Medaillen waren es sogar weniger als die 40 bei den Sommerspielen in München 1972.

## Deutsche Sporthilfe
Seit 1967 fördert die Stiftung Deutsche Sporthilfe Sportler der Bundesrepublik Deutschland. Den Vorsitz der Stiftung übernahm bis zum Beginn des Jahres 1989 Josef Neckermann, der selbst Olympionike gewesen war. Gerade bei nicht so öffentlichkeitswirksamen Sportarten wie dem Kanusport und anderen, die nur zu Olympischen Spielen in den Fokus der Öffentlichkeit gelangen, sichert die Förderung der Sporthilfe die Athleten finanziell ab. Darüber hinaus vergibt die deutsche Sporthilfe auch Prämien für gewonnene Medaillen.

## Deutsche Teilnehmer bei Olympischen Spielen

### Sommerspiele
| Jahr   | NOK                                     | Athleten           | Athleten           | Athleten           | Sportarten         | Sportarten         | Sportarten         | Sportarten         | Sportarten         | Sportarten         | Sportarten         | Sportarten         | Sportarten         | Sportarten         | Sportarten         | Sportarten         | Sportarten         | Sportarten         | Sportarten         | Sportarten         | Sportarten         | Sportarten         | Sportarten         | Sportarten         | Sportarten         | Sportarten         | Sportarten         | Sportarten         | Sportarten         | Sportarten         | Sportarten         | Sportarten         | Sportarten         | Sportarten         | Sportarten         | Sportarten         | Sportarten         | Sportarten         | Sportarten         | Sportarten         | Sportarten         | Sportarten         | Sportarten         | Sportarten         | Medaillen          | Medaillen          | Medaillen          | Medaillen          | Medaillen |
| Jahr   | NOK                                     | ∑                  |                    |                    |                    |                    |                    |                    |                    |                    |                    |                    |                    |                    |                    |                    |                    |                    |                    |                    |                    |                    |                    |                    |                    |                    |                    |                    |                    |                    |                    |                    |                    |                    |                    |                    |                    |                    |                    |                    |                    |                    |                    |                    |                    |                    |                    | Medaillen – Gesamt | Rang      |
| ------ | --------------------------------------- | ------------------ | ------------------ | ------------------ | ------------------ | ------------------ | ------------------ | ------------------ | ------------------ | ------------------ | ------------------ | ------------------ | ------------------ | ------------------ | ------------------ | ------------------ | ------------------ | ------------------ | ------------------ | ------------------ | ------------------ | ------------------ | ------------------ | ------------------ | ------------------ | ------------------ | ------------------ | ------------------ | ------------------ | ------------------ | ------------------ | ------------------ | ------------------ | ------------------ | ------------------ | ------------------ | ------------------ | ------------------ | ------------------ | ------------------ | ------------------ | ------------------ | ------------------ | ------------------ | ------------------ | ------------------ | ------------------ | ------------------ | --------- |
| 1896   | Deutsches Reich                         | 21                 | 21                 | 0                  | –                  | –                  | –                  | –                  | –                  | –                  | –                  | –                  | 1                  | –                  | –                  | –                  | –                  | –                  | –                  | 5                  | –                  | –                  | 5                  | –                  | –                  | 1                  | 2                  | –                  | –                  | –                  | –                  | –                  | –                  | –                  | –                  | –                  | 1                  | –                  | –                  | –                  | 11                 | –                  | –                  | –                  | 6                  | 5                  | 2                  | 13                 | 3         |
| 1900   | Deutsches Reich                         | 78                 | 78                 | 0                  | –                  | –                  | –                  | –                  | –                  | –                  | 2                  | –                  | –                  | –                  | –                  | –                  | –                  | –                  | –                  | 6                  | –                  | –                  | 3                  | –                  | –                  | –                  | 21                 | 16                 | –                  | 6                  | 6                  | –                  | –                  | –                  | –                  | –                  | –                  | –                  | –                  | –                  | 14                 | –                  | 7                  | –                  | 4                  | 3                  | 2                  | 9                  | 7         |
| 1904   | Deutsches Reich                         | 22                 | 22                 | 0                  | –                  | –                  | –                  | –                  | –                  | –                  | 1                  | –                  | 1                  | –                  | –                  | –                  | –                  | –                  | –                  | 11                 | –                  | –                  | –                  | –                  | –                  | 3                  | –                  | –                  | –                  | 4                  | –                  | –                  | –                  | –                  | –                  | –                  | 1                  | –                  | –                  | –                  | 9                  | –                  | –                  | 3                  | 4                  | 5                  | 6                  | 15                 | 2         |
| 1908   | Deutsches Reich                         | 84                 | 82                 | 2                  | –                  | –                  | –                  | –                  | –                  | 3                  | 10                 | –                  | –                  | –                  | –                  | 11                 | –                  | –                  | –                  | 21                 | –                  | –                  | 9                  | –                  | –                  | 1                  | 3                  | –                  | 1                  | 5                  | –                  | –                  | –                  | –                  | –                  | –                  | 5                  | –                  | –                  | –                  | 11                 | –                  | –                  | 5                  | 3                  | 5                  | 5                  | 13                 | 5         |
| 1912   | Deutsches Reich                         | 185                | 180                | 5                  | –                  | –                  | –                  | –                  | –                  | –                  | 16                 | 22                 | –                  | –                  | –                  | –                  | –                  | –                  | –                  | 24                 | 1                  | –                  | 11                 | 13                 | –                  | 14                 | 26                 | –                  | 11                 | 17                 | –                  | –                  | –                  | –                  | –                  | –                  | 11                 | –                  | –                  | –                  | 18                 | –                  | –                  | 4                  | 5                  | 13                 | 7                  | 25                 | 6         |
| 1920   | Deutsches Reich                         | nicht teilgenommen | nicht teilgenommen | nicht teilgenommen | nicht teilgenommen | nicht teilgenommen | nicht teilgenommen | nicht teilgenommen | nicht teilgenommen | nicht teilgenommen | nicht teilgenommen | nicht teilgenommen | nicht teilgenommen | nicht teilgenommen | nicht teilgenommen | nicht teilgenommen | nicht teilgenommen | nicht teilgenommen | nicht teilgenommen | nicht teilgenommen | nicht teilgenommen | nicht teilgenommen | nicht teilgenommen | nicht teilgenommen | nicht teilgenommen | nicht teilgenommen | nicht teilgenommen | nicht teilgenommen | nicht teilgenommen | nicht teilgenommen | nicht teilgenommen | nicht teilgenommen | nicht teilgenommen | nicht teilgenommen | nicht teilgenommen | nicht teilgenommen | nicht teilgenommen | nicht teilgenommen | nicht teilgenommen | nicht teilgenommen | nicht teilgenommen | nicht teilgenommen | nicht teilgenommen | nicht teilgenommen | nicht teilgenommen | nicht teilgenommen | nicht teilgenommen | nicht teilgenommen | –         |
| 1924   | Deutsches Reich                         | nicht teilgenommen | nicht teilgenommen | nicht teilgenommen | nicht teilgenommen | nicht teilgenommen | nicht teilgenommen | nicht teilgenommen | nicht teilgenommen | nicht teilgenommen | nicht teilgenommen | nicht teilgenommen | nicht teilgenommen | nicht teilgenommen | nicht teilgenommen | nicht teilgenommen | nicht teilgenommen | nicht teilgenommen | nicht teilgenommen | nicht teilgenommen | nicht teilgenommen | nicht teilgenommen | nicht teilgenommen | nicht teilgenommen | nicht teilgenommen | nicht teilgenommen | nicht teilgenommen | nicht teilgenommen | nicht teilgenommen | nicht teilgenommen | nicht teilgenommen | nicht teilgenommen | nicht teilgenommen | nicht teilgenommen | nicht teilgenommen | nicht teilgenommen | nicht teilgenommen | nicht teilgenommen | nicht teilgenommen | nicht teilgenommen | nicht teilgenommen | nicht teilgenommen | nicht teilgenommen | nicht teilgenommen | nicht teilgenommen | nicht teilgenommen | nicht teilgenommen | nicht teilgenommen | –         |
| 1928   | Deutsches Reich                         | 230                | 190                | 40                 | –                  | –                  | –                  | –                  | 8                  | –                  | 13                 | 22                 | 10                 | –                  | –                  | 22                 | –                  | –                  | –                  | 63                 | 3                  | –                  | 10                 | 8                  | –                  | 6                  | 23                 | –                  | –                  | 19                 | 6                  | –                  | –                  | –                  | –                  | –                  | –                  | –                  | –                  | –                  | –                  | –                  | 8                  | 9                  | 10                 | 7                  | 14                 | 31                 | 2         |
| 1932   | Deutsches Reich                         | 83                 | 76                 | 7                  | –                  | –                  | –                  | –                  | 8                  | –                  | 2                  | –                  | 4                  | –                  | –                  | –                  | –                  | –                  | –                  | 27                 | 3                  | –                  | 4                  | –                  | –                  | 5                  | 16                 | –                  | 1                  | 2                  | 1                  | –                  | –                  | –                  | –                  | –                  | –                  | –                  | –                  | –                  | –                  | –                  | 8                  | 2                  | 3                  | 12                 | 5                  | 20                 | 9         |
| 1936   | Deutsches Reich NS                      | 348                | 306                | 42                 | –                  | 10                 | –                  | –                  | 8                  | –                  | 16                 | 16                 | 10                 | –                  | 22                 | 22                 | –                  | 14                 | –                  | 77                 | 3                  | 4                  | 12                 | 9                  | –                  | 14                 | 26                 | –                  | 9                  | 24                 | 14                 | –                  | –                  | –                  | –                  | –                  | –                  | –                  | –                  | –                  | 16                 | –                  | 11                 | 11                 | 33                 | 26                 | 30                 | 89                 | 1         |
| 1948   | Deutschland Bundesrepublik              | nicht teilgenommen | nicht teilgenommen | nicht teilgenommen | nicht teilgenommen | nicht teilgenommen | nicht teilgenommen | nicht teilgenommen | nicht teilgenommen | nicht teilgenommen | nicht teilgenommen | nicht teilgenommen | nicht teilgenommen | nicht teilgenommen | nicht teilgenommen | nicht teilgenommen | nicht teilgenommen | nicht teilgenommen | nicht teilgenommen | nicht teilgenommen | nicht teilgenommen | nicht teilgenommen | nicht teilgenommen | nicht teilgenommen | nicht teilgenommen | nicht teilgenommen | nicht teilgenommen | nicht teilgenommen | nicht teilgenommen | nicht teilgenommen | nicht teilgenommen | nicht teilgenommen | nicht teilgenommen | nicht teilgenommen | nicht teilgenommen | nicht teilgenommen | nicht teilgenommen | nicht teilgenommen | nicht teilgenommen | nicht teilgenommen | nicht teilgenommen | nicht teilgenommen | nicht teilgenommen | nicht teilgenommen | nicht teilgenommen | nicht teilgenommen | nicht teilgenommen | nicht teilgenommen | –         |
| 1952   | Deutschland Bundesrepublik              | 205                | 173                | 32                 | –                  | –                  | –                  | –                  | 10                 | –                  | 9                  | 14                 | 5                  | –                  | –                  | 15                 | –                  | 10                 | –                  | 39                 | 3                  | –                  | 5                  | 8                  | –                  | 8                  | 21                 | –                  | 6                  | 9                  | 14                 | –                  | –                  | –                  | –                  | –                  | –                  | –                  | –                  | –                  | 16                 | –                  | 9                  | 4                  | –                  | 7                  | 17                 | 24                 | 28        |
| 1952   | Saarland 1947                           | 36                 | 31                 | 5                  | –                  | –                  | –                  | –                  | 3                  | –                  | 5                  | –                  | –                  | –                  | –                  | –                  | –                  | 3                  | –                  | 6                  | –                  | –                  | –                  | –                  | –                  | 3                  | 7                  | –                  | 2                  | 1                  | –                  | –                  | –                  | –                  | –                  | –                  | –                  | –                  | –                  | –                  | 6                  | –                  | –                  | –                  | –                  | –                  | –                  | –                  | –         |
| 1956   | Deutschland Mannschaft Gesamtdeutsch    | 172                | 148                | 24                 | –                  | –                  | –                  | –                  | 8                  | –                  | 1                  | 15                 | 2                  | –                  | –                  | 11                 | –                  | 10                 | –                  | 43                 | –                  | –                  | 10                 | 9                  | –                  | 5                  | 12                 | –                  | 2                  | 18                 | 9                  | –                  | –                  | –                  | –                  | –                  | –                  | –                  | –                  | –                  | 6                  | –                  | 11                 | –                  | 6                  | 13                 | 7                  | 26                 | 7         |
| 1960   | Deutschland Mannschaft Gesamtdeutsch    | 294                | 239                | 55                 | –                  | –                  | –                  | –                  | 10                 | –                  | 19                 | –                  | 7                  | –                  | –                  | 14                 | –                  | 10                 | –                  | 90                 | 3                  | –                  | 14                 | 9                  | –                  | 15                 | 25                 | –                  | 10                 | 26                 | 12                 | –                  | –                  | –                  | –                  | –                  | –                  | –                  | –                  | –                  | 12                 | –                  | 11                 | 7                  | 12                 | 19                 | 11                 | 42                 | 4         |
| 1964   | Deutschland Mannschaft Gesamtdeutsch    | 337                | 275                | 62                 | –                  | –                  | –                  | –                  | 10                 | –                  | 19                 | 19                 | 6                  | –                  | –                  | 12                 | 4                  | 12                 | –                  | 97                 | 3                  | –                  | 13                 | 10                 | –                  | 14                 | 26                 | –                  | 10                 | 38                 | 12                 | –                  | –                  | –                  | –                  | –                  | –                  | –                  | –                  | –                  | 12                 | –                  | 11                 | 9                  | 10                 | 22                 | 18                 | 50                 | 4         |
| 1968   | Deutschland Bundesrepublik              | 275                | 232                | 43                 | –                  | –                  | –                  | –                  | 8                  | –                  | 20                 | –                  | 5                  | –                  | –                  | 18                 | –                  | 13                 | –                  | 67                 | 3                  | –                  | 13                 | 11                 | –                  | 9                  | 26                 | –                  | 12                 | 27                 | 11                 | –                  | –                  | –                  | –                  | –                  | –                  | –                  | –                  | –                  | 12                 | –                  | 11                 | 8                  | 5                  | 11                 | 10                 | 26                 | 8         |
| 1968   | Deutschland Demokratische Republik 1949 | 228                | 188                | 40                 | –                  | –                  | –                  | –                  | 8                  | –                  | 4                  | –                  | 3                  | –                  | –                  | 17                 | –                  | 12                 | –                  | 47                 | 3                  | –                  | 10                 | 7                  | –                  | 11                 | 26                 | –                  | 9                  | 24                 | 8                  | –                  | –                  | –                  | –                  | –                  | –                  | –                  | –                  | –                  | 12                 | 12                 | 11                 | 5                  | 9                  | 9                  | 7                  | 25                 | 5         |
| 1972   | Deutschland Bundesrepublik              | 425                | 341                | 84                 | –                  | 12                 | –                  | 4                  | 9                  | –                  | 20                 | 19                 | 7                  | –                  | 16                 | 18                 | 5                  | 28                 | –                  | 87                 | 3                  | –                  | 17                 | 11                 | –                  | 17                 | 26                 | –                  | 14                 | 44                 | 13                 | –                  | –                  | –                  | –                  | –                  | –                  | –                  | –                  | –                  | 12                 | 24                 | 11                 | 9                  | 13                 | 11                 | 16                 | 40                 | 4         |
| 1972   | Deutschland Demokratische Republik 1949 | 299                | 233                | 66                 | –                  | –                  | –                  | –                  | 8                  | –                  | 5                  | 19                 | 8                  | –                  | 16                 | –                  | 5                  | 26                 | –                  | 62                 | –                  | –                  | 11                 | 7                  | –                  | 17                 | 26                 | –                  | 9                  | 37                 | 11                 | –                  | –                  | –                  | –                  | –                  | –                  | –                  | –                  | –                  | 12                 | 12                 | –                  | 8                  | 20                 | 23                 | 23                 | 66                 | 3         |
| 1976   | Deutschland Bundesrepublik              | 290                | 257                | 33                 | –                  | –                  | –                  | 3                  | 6                  | –                  | 16                 | –                  | 6                  | –                  | 14                 | 16                 | 4                  | 13                 | –                  | 54                 | 3                  | –                  | 12                 | 11                 | –                  | 15                 | 44                 | –                  | 12                 | 22                 | 12                 | –                  | –                  | –                  | –                  | –                  | –                  | –                  | –                  | –                  | 12                 | –                  | 11                 | 4                  | 10                 | 12                 | 17                 | 39                 | 4         |
| 1976   | Deutschland Demokratische Republik 1949 | 267                | 154                | 113                | –                  | –                  | –                  | –                  | 8                  | –                  | 1                  | 17                 | 8                  | –                  | 14                 | –                  | 3                  | 11                 | –                  | 58                 | –                  | –                  | 11                 | –                  | –                  | 12                 | 54                 | –                  | 11                 | 23                 | 6                  | –                  | –                  | –                  | –                  | –                  | –                  | –                  | –                  | –                  | 12                 | 12                 | –                  | 7                  | 40                 | 25                 | 25                 | 90                 | 3         |
| 1980   | Deutschland Bundesrepublik              | nicht teilgenommen | nicht teilgenommen | nicht teilgenommen | nicht teilgenommen | nicht teilgenommen | nicht teilgenommen | nicht teilgenommen | nicht teilgenommen | nicht teilgenommen | nicht teilgenommen | nicht teilgenommen | nicht teilgenommen | nicht teilgenommen | nicht teilgenommen | nicht teilgenommen | nicht teilgenommen | nicht teilgenommen | nicht teilgenommen | nicht teilgenommen | nicht teilgenommen | nicht teilgenommen | nicht teilgenommen | nicht teilgenommen | nicht teilgenommen | nicht teilgenommen | nicht teilgenommen | nicht teilgenommen | nicht teilgenommen | nicht teilgenommen | nicht teilgenommen | nicht teilgenommen | nicht teilgenommen | nicht teilgenommen | nicht teilgenommen | nicht teilgenommen | nicht teilgenommen | nicht teilgenommen | nicht teilgenommen | nicht teilgenommen | nicht teilgenommen | nicht teilgenommen | nicht teilgenommen | nicht teilgenommen | nicht teilgenommen | nicht teilgenommen | nicht teilgenommen | nicht teilgenommen | –         |
| 1980   | Deutschland Demokratische Republik 1949 | 347                | 223                | 124                | –                  | –                  | –                  | –                  | 10                 | –                  | 15                 | 17                 | 9                  | –                  | 28                 | –                  | 6                  | 13                 | –                  | 82                 | –                  | –                  | 13                 | –                  | –                  | 9                  | 55                 | –                  | 13                 | 30                 | 13                 | –                  | –                  | –                  | –                  | –                  | –                  | –                  | –                  | –                  | 12                 | 12                 | –                  | 9                  | 47                 | 37                 | 42                 | 126                | 2         |
| 1984   | Deutschland Bundesrepublik              | 390                | 267                | 123                | –                  | 12                 | –                  | 5                  | 8                  | –                  | 20                 | 15                 | 6                  | –                  | 28                 | 32                 | 8                  | 15                 | –                  | 58                 | 3                  | –                  | 20                 | 11                 | 2                  | 14                 | 36                 | –                  | 18                 | 24                 | 13                 | –                  | –                  | –                  | 3                  | –                  | –                  | –                  | –                  | –                  | 12                 | 11                 | 12                 | 4                  | 17                 | 19                 | 23                 | 59                 | 3         |
| 1984   | Deutschland Demokratische Republik 1949 | nicht teilgenommen | nicht teilgenommen | nicht teilgenommen | nicht teilgenommen | nicht teilgenommen | nicht teilgenommen | nicht teilgenommen | nicht teilgenommen | nicht teilgenommen | nicht teilgenommen | nicht teilgenommen | nicht teilgenommen | nicht teilgenommen | nicht teilgenommen | nicht teilgenommen | nicht teilgenommen | nicht teilgenommen | nicht teilgenommen | nicht teilgenommen | nicht teilgenommen | nicht teilgenommen | nicht teilgenommen | nicht teilgenommen | nicht teilgenommen | nicht teilgenommen | nicht teilgenommen | nicht teilgenommen | nicht teilgenommen | nicht teilgenommen | nicht teilgenommen | nicht teilgenommen | nicht teilgenommen | nicht teilgenommen | nicht teilgenommen | nicht teilgenommen | nicht teilgenommen | nicht teilgenommen | nicht teilgenommen | nicht teilgenommen | nicht teilgenommen | nicht teilgenommen | nicht teilgenommen | nicht teilgenommen | nicht teilgenommen | nicht teilgenommen | nicht teilgenommen | nicht teilgenommen | –         |
| 1988   | Deutschland Bundesrepublik              | 347                | 244                | 103                | –                  | –                  | –                  | 6                  | 6                  | –                  | 20                 | 18                 | 7                  | –                  | –                  | 31                 | 7                  | 14                 | –                  | 48                 | 3                  | –                  | 15                 | 13                 | 2                  | 17                 | 38                 | –                  | 18                 | 29                 | 15                 | –                  | –                  | –                  | 3                  | –                  | 5                  | 6                  | –                  | –                  | 8                  | –                  | 13                 | 6                  | 11                 | 14                 | 15                 | 40                 | 5         |
| 1988   | Deutschland Demokratische Republik 1949 | 261                | 159                | 102                | –                  | –                  | –                  | –                  | 11                 | –                  | 7                  | –                  | 5                  | –                  | 15                 | –                  | 4                  | 15                 | –                  | 58                 | –                  | –                  | 17                 | –                  | –                  | 8                  | 44                 | –                  | 15                 | 26                 | 9                  | –                  | –                  | –                  | –                  | –                  | –                  | –                  | –                  | –                  | 12                 | 12                 | –                  | 4                  | 37                 | 35                 | 30                 | 102                | 2         |
| 1992   | Deutschland                             | 463                | 300                | 163                | 4                  | 12                 | –                  | 6                  | 12                 | –                  | 20                 | –                  | 10                 | –                  | 32                 | 32                 | 13                 | 29                 | –                  | 79                 | 3                  | –                  | 17                 | 12                 | 1                  | 17                 | 53                 | –                  | 18                 | 34                 | 15                 | –                  | –                  | –                  | 2                  | –                  | 6                  | 5                  | –                  | –                  | 12                 | 12                 | 13                 | 7                  | 33                 | 21                 | 28                 | 82                 | 3         |
| 1996   | Deutschland                             | 465                | 278                | 187                | 6                  | –                  | 4                  | 3                  | 8                  | –                  | 15                 | 16                 | 10                 | –                  | 30                 | 32                 | 13                 | 27                 | –                  | 85                 | –                  | –                  | 18                 | 16                 | 8                  | 12                 | 48                 | –                  | 22                 | 28                 | 15                 | –                  | –                  | –                  | –                  | –                  | 3                  | 7                  | –                  | –                  | 9                  | 12                 | 13                 | 7                  | 20                 | 18                 | 27                 | 65                 | 3         |
| 2000   | Deutschland                             | 422                | 241                | 181                | 6                  | –                  | 8                  | 4                  | 8                  | –                  | 18                 | 17                 | 5                  | –                  | 15                 | 32                 | 11                 | 25                 | –                  | 64                 | 2                  | –                  | 25                 | 14                 | 8                  | 10                 | 31                 | –                  | 20                 | 34                 | 17                 | –                  | –                  | –                  | –                  | 3                  | 5                  | 8                  | 4                  | 2                  | 6                  | 12                 | –                  | 8                  | 13                 | 17                 | 26                 | 56                 | 5         |
| 2004   | Deutschland                             | 453                | 254                | 199                | 6                  | –                  | 8                  | 4                  | 4                  | –                  | 11                 | 18                 | 5                  | –                  | 15                 | 32                 | 12                 | 27                 | –                  | 71                 | 2                  | –                  | 23                 | 13                 | 1                  | 9                  | 49                 | –                  | 19                 | 35                 | 17                 | –                  | –                  | –                  | –                  | –                  | 3                  | 8                  | 6                  | 2                  | 8                  | 12                 | 13                 | 11                 | 13                 | 16                 | 20                 | 49                 | 6         |
| 2008   | Deutschland                             | 434                | 241                | 193                | 5                  | 12                 | 8                  | 2                  | 4                  | –                  | 9                  | 18                 | 5                  | –                  | 29                 | 33                 | 11                 | 22                 | –                  | 55                 | 4                  | –                  | 20                 | 12                 | –                  | 7                  | 48                 | –                  | 18                 | 25                 | 12                 | –                  | –                  | –                  | –                  | 4                  | 2                  | 6                  | 6                  | 2                  | 12                 | 12                 | 13                 | 9                  | 16                 | 11                 | 14                 | 41                 | 5         |
| 2012   | Deutschland                             | 392                | 218                | 174                | 6                  | –                  | 8                  | 2                  | 4                  | –                  | 14                 | –                  | 5                  | –                  | –                  | 32                 | 11                 | 21                 | –                  | 73                 | 4                  | –                  | 22                 | 13                 | 7                  | 4                  | 48                 | –                  | 17                 | 29                 | 12                 | –                  | –                  | –                  | –                  | 2                  | 7                  | 6                  | 6                  | 2                  | 10                 | 12                 | –                  | 8                  | 11                 | 20                 | 13                 | 44                 | 6         |
| 2016   | Deutschland                             | 418                | 224                | 194                | 7                  | –                  | 6                  | 2                  | 6                  | –                  | 4                  | 38                 | 5                  | 4                  | 16                 | 33                 | 13                 | 18                 | –                  | 84                 | 4                  | –                  | 29                 | 12                 | 6                  | 7                  | 35                 | –                  | 15                 | 29                 | 12                 | –                  | –                  | –                  | –                  | 3                  | 8                  | 6                  | 2                  | 1                  | 10                 | –                  | –                  | 8                  | 17                 | 10                 | 15                 | 42                 | 5         |
| 2020   | Deutschland                             | 415                | 247                | 168                | 5                  | 12                 | 6                  | 4                  | 3                  | –                  | 9                  | 19                 | 4                  | 4                  | 15                 | 36                 | 13                 | 21                 | 4                  | 91                 | 4                  | –                  | 31                 | 12                 | –                  | 7                  | 24                 | –                  | 8                  | 31                 | 10                 | 2                  | 2                  | 1                  | –                  | 1                  | 9                  | 6                  | 4                  | –                  | 8                  | –                  | –                  | 9                  | 10                 | 11                 | 16                 | 37                 | 9         |
| 2024   | Deutschland                             | 454                | 232                | 222                | 4                  | 28                 | 6                  | 4                  | 3                  | –                  | 2                  | 20                 | –                  | 4                  | 30                 | 36                 | 10                 | 23                 | –                  | 85                 | 4                  | –                  | 31                 | 12                 | 7                  | 7                  | 23                 | –                  | 13                 | 26                 | 14                 | 2                  | 3                  | 2                  | –                  | 1                  | 10                 | 7                  | 6                  | 1                  | 8                  | 13                 | –                  | 9                  | 12                 | 13                 | 8                  | 33                 | 10        |
| Gesamt | Gesamt                                  | Gesamt             | Gesamt             | Gesamt             | Gesamt             | Gesamt             | Gesamt             | Gesamt             | Gesamt             | Gesamt             | Gesamt             | Gesamt             | Gesamt             | Gesamt             | Gesamt             | Gesamt             | Gesamt             | Gesamt             | Gesamt             | Gesamt             | Gesamt             | Gesamt             | Gesamt             | Gesamt             | Gesamt             | Gesamt             | Gesamt             | Gesamt             | Gesamt             | Gesamt             | Gesamt             | Gesamt             | Gesamt             | Gesamt             | Gesamt             | Gesamt             | Gesamt             | Gesamt             | Gesamt             | Gesamt             | Gesamt             | Gesamt             | Gesamt             | Gesamt             | 450                | 470                | 499                | 1419               | 3         |

### Winterspiele
| Jahr   | NOK                                     | Athleten           | Athleten           | Athleten           | Sportarten         | Sportarten         | Sportarten         | Sportarten         | Sportarten         | Sportarten         | Sportarten         | Sportarten            | Sportarten         | Sportarten         | Sportarten         | Sportarten         | Sportarten         | Sportarten         | Sportarten         | Medaillen          | Medaillen          | Medaillen          | Medaillen          | Medaillen          |
| Jahr   | NOK                                     | Ges.               |                    |                    | Biathlon           | Bob                | Curling            | Eishockey          | Eiskunstlauf       | Eisschnelllauf     | Freestyle-Skiing   | Nordische Kombination | Rennrodeln         | Shorttrack         | Skeleton           | Ski Alpin          | Skilanglauf        | Skispringen        | Snowboard          |                    |                    |                    | Medaillen – Gesamt | Rang               |
| ------ | --------------------------------------- | ------------------ | ------------------ | ------------------ | ------------------ | ------------------ | ------------------ | ------------------ | ------------------ | ------------------ | ------------------ | --------------------- | ------------------ | ------------------ | ------------------ | ------------------ | ------------------ | ------------------ | ------------------ | ------------------ | ------------------ | ------------------ | ------------------ | ------------------ |
| 1924   | Deutsches Reich                         | nicht teilgenommen | nicht teilgenommen | nicht teilgenommen | nicht teilgenommen | nicht teilgenommen | nicht teilgenommen | nicht teilgenommen | nicht teilgenommen | nicht teilgenommen | nicht teilgenommen | nicht teilgenommen    | nicht teilgenommen | nicht teilgenommen | nicht teilgenommen | nicht teilgenommen | nicht teilgenommen | nicht teilgenommen | nicht teilgenommen | nicht teilgenommen | nicht teilgenommen | nicht teilgenommen | nicht teilgenommen | nicht teilgenommen |
| 1928   | Deutsches Reich                         | 46                 | 41                 | 5                  | –                  | 10                 | –                  | 11                 | 8                  | 3                  | –                  | 5                     | –                  | –                  | –                  | –                  | 5                  | 4                  | –                  | –                  | –                  | 1                  | 1                  | 8                  |
| 1932   | Deutsches Reich                         | 20                 | 20                 | 0                  | –                  | 9                  | –                  | 10                 | 1                  | –                  | –                  | –                     | –                  | –                  | –                  | –                  | –                  | –                  | –                  | –                  | –                  | 2                  | 2                  | 9                  |
| 1936   | Deutsches Reich NS                      | 55                 | 48                 | 7                  | –                  | 10                 | –                  | 12                 | 6                  | 2                  | –                  | 4                     | –                  | –                  | –                  | 8                  | 10                 | 4                  | –                  | 3                  | 3                  | –                  | 6                  | 2                  |
| 1948   | Deutschland Bundesrepublik              | nicht teilgenommen | nicht teilgenommen | nicht teilgenommen | nicht teilgenommen | nicht teilgenommen | nicht teilgenommen | nicht teilgenommen | nicht teilgenommen | nicht teilgenommen | nicht teilgenommen | nicht teilgenommen    | nicht teilgenommen | nicht teilgenommen | nicht teilgenommen | nicht teilgenommen | nicht teilgenommen | nicht teilgenommen | nicht teilgenommen | nicht teilgenommen | nicht teilgenommen | nicht teilgenommen | nicht teilgenommen | nicht teilgenommen |
| 1952   | Deutschland Bundesrepublik              | 53                 | 41                 | 12                 | –                  | 5                  | –                  | 15                 | 8                  | 1                  | –                  | 2                     | –                  | –                  | –                  | 11                 | 9                  | 4                  | –                  | 3                  | 2                  | 2                  | 7                  | 4                  |
| 1956   | Deutschland Mannschaft Gesamtdeutsch    | 63                 | 52                 | 11                 | –                  | 10                 | –                  | 17                 | 4                  | 2                  | –                  | 4                     | –                  | –                  | –                  | 11                 | 11                 | 4                  | –                  | 1                  | –                  | 1                  | 2                  | 9                  |
| 1960   | Deutschland Mannschaft Gesamtdeutsch    | 74                 | 56                 | 18                 | 4                  | –                  | –                  | 16                 | 11                 | 12                 | –                  | 4                     | –                  | –                  | –                  | 10                 | 14                 | 4                  | –                  | 4                  | 3                  | 1                  | 8                  | 2                  |
| 1964   | Deutschland Mannschaft Gesamtdeutsch    | 119                | 96                 | 23                 | 4                  | 9                  | –                  | 17                 | 12                 | 13                 | –                  | 4                     | 9                  | –                  | –                  | 10                 | 13                 | 5                  | –                  | 3                  | 3                  | 3                  | 9                  | 6                  |
| 1968   | Deutschland Bundesrepublik              | 87                 | 57                 | 20                 | 4                  | 8                  | –                  | 18                 | 11                 | 8                  | –                  | 4                     | 8                  | –                  | –                  | 13                 | 10                 | 4                  | –                  | 2                  | 2                  | 3                  | 7                  | 8                  |
| 1968   | Deutschland Demokratische Republik 1949 | 57                 | 45                 | 12                 | 5                  | –                  | –                  | 18                 | 8                  | 1                  | –                  | 3                     | 8                  | –                  | –                  | 1                  | 9                  | 4                  | –                  | 1                  | 2                  | 2                  | 5                  | 10                 |
| 1972   | Deutschland Bundesrepublik              | 79                 | 63                 | 16                 | 2                  | 8                  | –                  | 20                 | 5                  | 7                  | –                  | 4                     | 11                 | –                  | –                  | 11                 | 9                  | 3                  | –                  | 3                  | 1                  | 1                  | 5                  | 6                  |
| 1972   | Deutschland Demokratische Republik 1949 | 42                 | 29                 | 13                 | 5                  | –                  | –                  | –                  | 7                  | 2                  | –                  | 4                     | 9                  | –                  | –                  | –                  | 10                 | 5                  | –                  | 4                  | 3                  | 7                  | 14                 | 2                  |
| 1976   | Deutschland Bundesrepublik              | 71                 | 56                 | 15                 | 6                  | 8                  | –                  | 18                 | 4                  | 3                  | –                  | 2                     | 8                  | –                  | –                  | 13                 | 7                  | 2                  | –                  | 2                  | 5                  | 3                  | 10                 | 5                  |
| 1976   | Deutschland Demokratische Republik 1949 | 59                 | 40                 | 19                 | 5                  | 8                  | –                  | –                  | 10                 | 9                  | –                  | 4                     | 9                  | –                  | –                  | –                  | 10                 | 4                  | –                  | 7                  | 5                  | 7                  | 19                 | 2                  |
| 1980   | Deutschland Bundesrepublik              | 80                 | 61                 | 19                 | 6                  | 10                 | –                  | 20                 | 7                  | 4                  | –                  | 4                     | 7                  | –                  | –                  | 13                 | 8                  | 3                  | –                  | –                  | 2                  | 3                  | 5                  | 12                 |
| 1980   | Deutschland Demokratische Republik 1949 | 53                 | 36                 | 17                 | 4                  | 8                  | –                  | –                  | 7                  | 9                  | –                  | 4                     | 9                  | –                  | –                  | –                  | 6                  | 6                  | –                  | 9                  | 7                  | 7                  | 23                 | 2                  |
| 1984   | Deutschland Bundesrepublik              | 84                 | 69                 | 15                 | 4                  | 10                 | –                  | 20                 | 9                  | 7                  | –                  | 4                     | 8                  | –                  | –                  | 12                 | 6                  | 4                  | –                  | 2                  | 1                  | 1                  | 4                  | 8                  |
| 1984   | Deutschland Demokratische Republik 1949 | 56                 | 40                 | 16                 | 4                  | 8                  | –                  | –                  | 8                  | 10                 | –                  | 3                     | 10                 | –                  | –                  | –                  | 8                  | 5                  | –                  | 9                  | 9                  | 6                  | 24                 | 1                  |
| 1988   | Deutschland Bundesrepublik              | 90                 | 71                 | 19                 | 5                  | 8                  | –                  | 23                 | 8                  | 5                  | –                  | 4                     | 7                  | –                  | –                  | 17                 | 9                  | 5                  | –                  | 2                  | 4                  | 2                  | 8                  | 8                  |
| 1988   | Deutschland Demokratische Republik 1949 | 53                 | 36                 | 17                 | 7                  | 10                 | –                  | –                  | 5                  | 10                 | –                  | 3                     | 10                 | –                  | –                  | –                  | 6                  | 2                  | –                  | 9                  | 10                 | 6                  | 25                 | 2                  |
| 1992   | Deutschland                             | 111                | 75                 | 36                 | 9                  | 12                 | –                  | 23                 | 6                  | 14                 | 4                  | 4                     | 10                 | –                  | –                  | 14                 | 10                 | 5                  | –                  | 10                 | 10                 | 6                  | 26                 | 1                  |
| 1994   | Deutschland                             | 112                | 79                 | 33                 | 9                  | 12                 | –                  | 23                 | 10                 | 15                 | 5                  | 4                     | 10                 | –                  | –                  | 14                 | 5                  | 5                  | –                  | 9                  | 7                  | 8                  | 24                 | 3                  |
| 1998   | Deutschland                             | 125                | 78                 | 47                 | 11                 | 10                 | 10                 | 23                 | 6                  | 14                 | 3                  | 5                     | 10                 | 5                  | –                  | 7                  | 10                 | 4                  | 8                  | 12                 | 9                  | 8                  | 29                 | 1                  |
| 2002   | Deutschland                             | 161                | 89                 | 72                 | 12                 | 15                 | 10                 | 45                 | 4                  | 13                 | –                  | 6                     | 10                 | 7                  | 4                  | 9                  | 11                 | 6                  | 9                  | 12                 | 16                 | 8                  | 36                 | 2                  |
| 2006   | Deutschland                             | 162                | 96                 | 66                 | 12                 | 15                 | 5                  | 45                 | 5                  | 13                 | 2                  | 6                     | 10                 | 10                 | 4                  | 7                  | 11                 | 5                  | 11                 | 11                 | 12                 | 6                  | 29                 | 1                  |
| 2010   | Deutschland                             | 153                | 95                 | 58                 | 12                 | 18                 | 10                 | 23                 | 8                  | 13                 | 5                  | 5                     | 10                 | 6                  | 6                  | 10                 | 14                 | 5                  | 8                  | 10                 | 13                 | 7                  | 30                 | 2                  |
| 2014   | Deutschland                             | 153                | 76                 | 77                 | 12                 | 18                 | 5                  | 21                 | 10                 | 14                 | 10                 | 5                     | 10                 | 2                  | 5                  | 7                  | 17                 | 9                  | 10                 | 8                  | 6                  | 5                  | 19                 | 6                  |
| 2018   | Deutschland                             | 152                | 94                 | 58                 | 12                 | 20                 | –                  | 25                 | 8                  | 9                  | 8                  | 5                     | 10                 | 2                  | 6                  | 11                 | 12                 | 9                  | 14                 | 14                 | 10                 | 7                  | 31                 | 2                  |
| 2022   | Deutschland                             | 148                | 97                 | 51                 | 11                 | 18                 | –                  | 25                 | 6                  | 5                  | 9                  | 6                     | 10                 | 1                  | 6                  | 13                 | 14                 | 9                  | 15                 | 12                 | 10                 | 5                  | 27                 | 2                  |
| Gesamt | Gesamt                                  | Gesamt             | Gesamt             | Gesamt             | Gesamt             | Gesamt             | Gesamt             | Gesamt             | Gesamt             | Gesamt             | Gesamt             | Gesamt                | Gesamt             | Gesamt             | Gesamt             | Gesamt             | Gesamt             | Gesamt             | Gesamt             | 162                | 155                | 118                | 435                | 1                  |

- Liste der olympischen Medaillengewinner aus Deutschland

Medaillen von Deutschland bei den Olympischen Sommerspielen zwischen 1896 und 2012 gewonnen :
- Zwischen 1956 und 1964, Medaillen von gesamtdeutscher Mannschaft gewonnen,
- Zwischen 1968 und 1988, Medaillen von der DDR und der Bundesrepublik Deutschland gewonnen.

Medaillen von Deutschland bei den Olympischen Winterspielen zwischen 1928 und 2014 gewonnen :
- Zwischen 1956 und 1964, Medaillen von gesamtdeutscher Mannschaft gewonnen,
- Zwischen 1968 und 1988, Medaillen von der DDR und der Bundesrepublik Deutschland gewonnen.

### Sommer-Jugendspiele
| Jahr   | Athleten | Athleten | Athleten | Sportarten | Sportarten | Sportarten      | Sportarten    | Sportarten | Sportarten | Sportarten   | Sportarten   | Sportarten | Sportarten          | Sportarten | Sportarten | Sportarten     | Sportarten         | Sportarten | Sportarten | Sportarten | Sportarten | Sportarten | Sportarten | Sportarten    | Sportarten | Sportarten | Sportarten  | Sportarten | Sportarten | Sportarten     | Medaillen | Medaillen | Medaillen | Medaillen          | Medaillen |
| Jahr   | Ges.     |          |          | Badminton  | Basketball | Beachvolleyball | Bogenschießen | Boxen      | Fechten    | Gewichtheben | Gewichtheben | Hockey     | Inline Speedskating | Judo       | Kanu       | Leichtathletik | Moderner Fünfkampf | Radsport   | Ringen     | Rudern     | Schießen   | Schwimmen  | Segeln     | Sportklettern | Taekwondo  | Tennis     | Tischtennis | Triathlon  | Turnen     | Wasserspringen |           |           |           | Medaillen – Gesamt | Rang      |
| ------ | -------- | -------- | -------- | ---------- | ---------- | --------------- | ------------- | ---------- | ---------- | ------------ | ------------ | ---------- | ------------------- | ---------- | ---------- | -------------- | ------------------ | ---------- | ---------- | ---------- | ---------- | ---------- | ---------- | ------------- | ---------- | ---------- | ----------- | ---------- | ---------- | -------------- | --------- | --------- | --------- | ------------------ | --------- |
| 2010   | 70       | 33       | 37       | 1          | 4          | 1               | –             | 3          | 3          | 1            | –            | –          | –                   | 2          | 3          | 16             | 2                  | –          | 1          | 2          | 3          | 8          | 2          | –             | 4          | 3          | 2           | 2          | 5          | 2              | 4         | 9         | 9         | 22                 | 13        |
| 2014   | 85       | 39       | 46       | 2          | 8          | 4               | 2             | 1          | 2          | 1            | 2            | 18         | –                   | 2          | 3          | 13             | 1                  | –          | 1          | 3          | 1          | 8          | –          | –             | 4          | –          | 2           | 2          | 2          | 2              | 2         | 8         | 15        | 25                 | 26        |
| 2018   | 74       | 30       | 44       | 2          | 4          | 2               | 2             | –          | 2          | –            | 2            | –          | 1                   | 1          | 3          | 20             | 1                  | 4          | 1          | 3          | 4          | 8          | 3          | 1             | 1          | –          | 2           | 2          | 3          | 2              | 3         | 4         | 2         | 9                  | 20        |
| Gesamt | Gesamt   | Gesamt   | Gesamt   | Gesamt     | Gesamt     | Gesamt          | Gesamt        | Gesamt     | Gesamt     | Gesamt       | Gesamt       | Gesamt     | Gesamt              | Gesamt     | Gesamt     | Gesamt         | Gesamt             | Gesamt     | Gesamt     | Gesamt     | Gesamt     | Gesamt     | Gesamt     | Gesamt        | Gesamt     | Gesamt     | Gesamt      | Gesamt     | Gesamt     | Gesamt         | 9         | 21        | 26        | 56                 | 19        |

### Winter-Jugendspiele
| Jahr   | Athleten | Athleten | Athleten | Sportarten | Sportarten | Sportarten | Sportarten | Sportarten | Sportarten | Sportarten | Sportarten | Sportarten | Sportarten | Sportarten | Sportarten | Sportarten | Sportarten | Sportarten | Sportarten | Medaillen | Medaillen | Medaillen | Medaillen          | Medaillen |
| Jahr   | Ges.     |          |          |            |            |            |            |            |            |            |            |            |            |            |            |            |            |            |            |           |           |           | Medaillen – Gesamt | Rang      |
| ------ | -------- | -------- | -------- | ---------- | ---------- | ---------- | ---------- | ---------- | ---------- | ---------- | ---------- | ---------- | ---------- | ---------- | ---------- | ---------- | ---------- | ---------- | ---------- | --------- | --------- | --------- | ------------------ | --------- |
| 2012   | 57       | 24       | 33       | 4          | 2          | 4          | 17         | 1          | 4          | 3          | 1          | 5          | 1          | 3          | 4          | –          | 4          | 3          | 2          | 8         | 7         | 2         | 17                 | 1         |
| 2016   | 43       | 23       | 20       | 4          | 3          | –          | 2          | 3          | 4          | 2          | 1          | 5          | 2          | 3          | 4          | –          | 4          | 3          | 3          | 7         | 7         | 8         | 22                 | 4         |
| 2020   | 92       | 40       | 52       | 8          | 3          | 4          | 21         | 2          | 4          | 4          | 4          | 8          | 2          | 5          | 5          | 4          | 6          | 4          | 9          | 5         | 7         | 6         | 18                 | 4         |
| 2024   | 90       | 35       | 55       | 8          | 3          | 6          | 18         | 2          | 4          | 7          | 4          | 11         | 2          | 4          | 6          | –          | 6          | 4          | 5          | 9         | 5         | 6         | 20                 | 2         |
| Gesamt | Gesamt   | Gesamt   | Gesamt   | Gesamt     | Gesamt     | Gesamt     | Gesamt     | Gesamt     | Gesamt     | Gesamt     | Gesamt     | Gesamt     | Gesamt     | Gesamt     | Gesamt     | Gesamt     | Gesamt     | Gesamt     | Gesamt     | 29        | 26        | 22        | 77                 | 1         |